# Prądzona-Wybudowanie
Prądzona-Wybudowanie (dodatkowa nazwa w j. kaszub. Prądzonô-Pùstczi) – część wsi Prądzona w Polsce, położona w województwie pomorskim, w powiecie bytowskim, w gminie Lipnica, na Równinie Charzykowskiej w regionie Kaszub zwanym Gochami.
W latach 1975–1998 Prądzona-Wybudowanie administracyjnie należało do województwa słupskiego.